# كاثلين نوريس (شاعرة)
كاثلين نوريس (بالإنجليزية: Kathleen Norris)‏ هي كاتِبة ومؤلفة وشاعرة أمريكية، ولدت في 27 يوليو 1947 في واشنطن العاصمة في الولايات المتحدة.